# بروس دايتون
بروس دايتون (بالإنجليزية: Bruce Dayton)‏ هو شخصية أعمال أمريكي، ولد في 16 أغسطس 1918 في منيابولس في الولايات المتحدة، وتوفي في 13 نوفمبر 2015 في أورونو في الولايات المتحدة.